# Omri Katz
Pour les articles homonymes, voir Katz.
Omri Katz, né le 30 mai 1976 à Los Angeles, en Californie, aux (États-Unis), est un acteur américano-israélien.

## Biographie
Ses parents, Rina et Yoram Katz, sont des juifs israéliens immigrés aux États-Unis. Omri Katz a un grand frère, Michael, et une grande sœur, Lali.
Il fait ses débuts à trois ans comme acteur dans des publicités, puis part vivre un an en Israël (d'où sont originaires ses parents), avant de revenir aux États-Unis à l'âge de 5 ans poursuivre sa carrière de petit acteur. Il est connu du grand public en jouant dans la série télévisée Dallas, puis dans le film Hocus Pocus de Walt Disney (1993), dans lequel il incarne, à l'âge de 17 ans, Max, l'un des personnages principaux du film.

## Filmographie

### Cinéma
- 1991 : Dinosaures (Adventures in Dinosaur City) : Timmy
- 1993 : Panic sur Florida Beach (Matinee) : Stan
- 1993 : Hocus Pocus : Max Dennison
- 2002 : Journey into Night : Sean (court métrage)

### Télévision
- 1983-1991 : Dallas : John Ross Ewing
- 1984 : Simon et Simon : Un garçon
- 1991 : Zorro : Jack
- 1991-1992 : Marshall et Simon : Marshall Teller
- 1992 : La Famille Torkelson : Jason
- 1993-1995 : The John Larroquette Show : Tony Hemingway
- 1996 : Dallas : Le Retour de J.R. : John Ross Ewing
- 1999 : Freaks et Geeks : Brad
- 2000 : Hôpital central : Un tatoueur

## Récompenses
- 1984 : Soap Opera Digest Award : Meilleur jeune acteur dans une série télévisée Dallas.